# Georgi Georgiev (ski alpin)
Pour les articles homonymes, voir Georgiev.
Georgi Georgiev (en bulgare : Георги Георгиев) est un skieur alpin bulgare, né le 20 octobre 1987.

## Biographie
Il prend part à ses premières courses FIS en 2003.
Il démarre en Coupe du monde en décembre 2008 à Val d'Isère. Il y obtient ses premiers points avec une 21e au super-combiné.
Son premier grand rendez-vous international est les Championnats du monde 2009 où son meilleur est une 40e place au super G.
Aux Championnats du monde 2011, à Garmisch-Partenkirchen, il se classe notamment 11e du super-combiné, son meilleur résultat sur la scène internationale.
Aux Championnats du monde 2013, il est 52e du super G.
Aux Jeux olympiques d'hiver de 2014, à Sotchi, il est 36e de la descente et 41e du super G tandis qu'il ne termine pas le super combiné et le slalom. Il met fin à sa carrière à l'issue de la saison 2013-2014.

## Palmarès

### Jeux olympiques d'hiver
| Épreuve / Édition | Descente | Super G | Slalom  | Super combiné |
| JO 2014 Sotchi    | 36e      | 41e     | Abandon | Abandon       |

### Championnats du monde
| Épreuve / Édition         | Descente | Super G | Slalom géant | Slalom  | Combiné |
| Mondiaux 2009 Val d'Isère | —        | 40e     | 61e          | Abandon | Abandon |
| Mondiaux 2011 Garmisch    | 36e      | 30e     | 45e          | Abandon | 11e     |
| Mondiaux 2013 Schladming  | —        | 52e     | —            | DSQ     | Abandon |

Légende :
- — : Georgi Georgiev n'a pas participé à cette épreuve.
- DSQ : disqualifié.

### Coupe du monde
- Meilleur classement général : 131e en 2009.
- Meilleur résultat : 21e.

#### Classements détaillés
| Saison / Épreuve | Saison / Épreuve | Général | Général | Descente | Descente | Slalom | Slalom | Slalom géant | Slalom géant | Super G | Super G | Combiné | Combiné |
| ---------------- | ---------------- | ------- | ------- | -------- | -------- | ------ | ------ | ------------ | ------------ | ------- | ------- | ------- | ------- |
| Saison / Épreuve | Saison / Épreuve | Class.  | Points  | Class.   | Points   | Class. | Points | Class.       | Points       | Class.  | Points  | Class.  | Points  |
| 2009             | 2009             | 131e    | 10      | -        | -        | -      | -      | -            | -            | -       | -       | 39e     | 10      |
| 2011             | 2011             | 147e    | 10      | -        | -        | -      | -      | -            | -            | -       | -       | 39e     | 10      |
| 2012             | 2012             | 145e    | 3       | -        | -        | -      | -      | -            | -            | -       | -       | 43e     | 3       |

### Championnats de Bulgarie
- Champion du slalom géant en 2008 et 2011.
- Champion du slalom en 2011 et 2012.
- Champion du super combiné en 2011 et 2012.